# Gonomastis parvula
Gonomastis parvula är en mångfotingart som beskrevs av Carl Graf Attems 1930. Gonomastis parvula ingår i släktet Gonomastis och familjen Haplodesmidae. Inga underarter finns listade i Catalogue of Life.